# Пальміра (район)
Пальміра (араб. منطقة تدمر) — район (мінтака) у Сирії, входить до складу провінції Хомс. Адміністративний центр — м. Тадмур. Це найбільший район, але досить мало заселений.
Адміністративно поділяється на 2 нохії:
- Тадмур-Центр
- Ас-Сухна

Географія:
- Площа: 30823,49 км2;
- Населення 76 942 особи (2004)
- Густота населення: 2,5 особи/км2

| Сирія | Це незавершена стаття з географії Сирії. Ви можете допомогти проєкту, виправивши або дописавши її. |